# Saint-Martin-l'Aiguillon
Saint-Martin-l'Aiguillon is een gemeente in het Franse departement Orne (regio Normandië) en telt 191 inwoners (1999). De plaats maakt deel uit van het arrondissement Alençon.

## Geografie
De oppervlakte van Saint-Martin-l'Aiguillon bedraagt 15,2 km², de bevolkingsdichtheid is 12,6 inwoners per km².
De onderstaande kaart toont de ligging van Saint-Martin-l'Aiguillon met de belangrijkste infrastructuur en aangrenzende gemeenten.

## Demografie
Onderstaande figuur toont het verloop van het inwonertal (bron: INSEE-tellingen).